# Обыкновенная цитарина
Обыкновенная цитарина (лат. Citharinus citharus) — вид пресноводных лучепёрых рыб из семейства цитариновых отряда хараксообразных. Распространены в Африке.

## Описание
Тело высокое, лирообразной формы, сжато с боков, покрыто циклоидной чешуёй. Чешуя относительно мелкая, в боковой линии 77—92 чешуй, между боковой линией и брюшными плавниками 17—20 рядов. Высота тела укладывается 1,8—2,7 раза в стандартной длине тела. Верхнечелюстная кость редуцирована, на ней отсутствуют зубы.
В спинном плавнике 17—21 мягких ветвистых лучей. В анальном плавнике 26—31 мягких лучей. Грудные плавники короткие, их длина составляет половину от длины головы. Брюшные плавники длиннее грудных, с многочисленными лучами. Имеется жировой плавник. Основание жирового плавника короче расстояния между жировым и спинным плавниками. Хвостовой плавник раздвоенный. Максимальная стандартная длина тела 58 см, а масса 7,0 кг.
Тело серебристого цвета. Плавники сероватые, нижняя лопасть хвостового плавника и анальный плавник — красные. Верхняя часть жирового плавника тёмная.

## Биология
Питаются детритом и фитопланктоном.

## Ареал
Выделяют два подвида:
- C. c. citharus (Geoffroy Saint-Hilaire, 1809) — Распространены в крупных и средних реках государств западной и центральной Африки: Сенегал, Гамбия, Нигер, Буркина-Фасо, Чад
- C. c. intermedius Worthington, 1932 — Эндемик озера Тулкана